# チャクラパット
チャクラパット王（1509年 - 1569年）はタイのアユタヤ王朝の王の一人。もと僧籍にあったが、前王ウォーラウォンサーティラートがクン・ピレーンテープ（後のマハータンマラーチャー王）に殺された後、王位に招かれて即位した。
同年アユタヤの混乱に乗じてアユタヤ王朝を乗っ取ろうとするビルマ・タウングー王朝のバインナウンと衝突した。チャクラパットは敵の先鋒との戦いで負けそうになったが、妃のシースリヨータイが捨て身の形で相手の一撃を受け止めたため、チャクラパットは一命を取り留めた。
この戦いの後、チャクラパットはビルマの侵略が大きくなることを予測して、戦象を増やすため象狩りを盛んに行った。この時白象を7頭を集めることが出来たため白象王と呼ばれるようになった。
即位から15年後にビルマの王はその白象の内2頭を要求したが、チャクラパットは拒否したため、ビルマ軍がアユタヤに侵攻し、白象を4頭取られたほか、人質を多数取られアユタヤはビルマの属国となった。